# Любовь вчера и сегодня
«Любовь вчера и сегодня» (англ. Love Aaj Kal) — индийская романтическая комедия на хинди режиссёра Имтиаза Али, вышедшая 31 июля 2009 года.
Имеет две сюжетные линии: отношения Джая и Миры в наше время и любовь молодого Вира к Харлин несколько десятков лет назад. И Джая, и молодого Вира играет Саиф Али Хан.
Фильм был представлен на Filmfare Awards в 10 номинациях, в том числе во всех основных, кроме ролей второго плана, но выиграл награды только за лучшую хореографию и лучшие стихи к песне для фильма.
В 2011 фильм был переснят на языке телугу Джайянтом Паранджи под названием «Праздник любви».

## Сюжет
Джай и Мира — современные индийцы, живущие в Лондоне, встречались в течение двух лет. У каждого из них своя мечта. Джай мечтает поступить на работу в компанию Golden Gate, расположенную в Сан-Франциско, и строить мосты. Мира хочет вернуться в Индию и реставрировать фрески в храмах. Перед отъездом Миры Джай говорит ей, что не верит в вечную любовь и отношения на расстоянии, и предлагает расстаться. Мира соглашается и они устраивают вечеринку по случаю разрыва.
После вечеринки Джай знакомится с хозяином кафе Виром, который убеждает его поехать на следующий день в аэропорт, чтобы проводить Миру, и даже предлагает его подвести. В аэропорту Джай и Мира договариваются быть на связи. А Вир рассказывает Джаю историю своей любви.
Будучи молодым сикхом и живя в Индии, Вир встретил девушку по имени Харлин Каур и влюбился в неё с первого взгляда. Каждый день он ездил за ней на велосипеде, когда она возвращалась из колледжа. Когда Харлин попросила его этого не делать, он стал следить за ней издалека и дал Богу клятву, что женится на ней в этом и последующих рождениях. Но вскоре Харлин и вся её семья переехали в Калькутту.
Джай и Мира пытаются жить каждый своей жизнью. За Мирой ухаживает её новый начальник Викрам. Джай через некоторое время знакомится с девушкой по имени Джо и начинает с ней встречаться. Узнав об этом, Мира принимает ухаживания Викрама. Джо предлагает Джаю поехать в Индию, а Вир убеждает его не сообщать об этом Мире заранее, а сделать сюрприз.
Вир рассказывает, что тоскуя по своей возлюбленной, он решился и, заняв денег у друзей, поехал в Калькутту, где нашёл новый дом Харлин. Увидев его, девушка дала понять, что принимает его ухаживания. Вир вернулся домой с намерением найти работу и накопить денег на свадьбу. А потом неожиданно он встретил Харлин в родном городе, куда она приехала с родными на свадьбу.
Джай находит Миру в Индии и предлагает ей провести несколько дней вдвоем без Джо и Викрама. Они весело проводят время. Но на вечеринке по случаю Нового года, куда каждый из них пришёл со своей парой, Викрам делает Мире предложение, и она говорит Джаю, что они больше не должны общаться.
Харлин сказала Виру, что родители нашли ей жениха и их помолвка уже состоялась. В день, когда Харлин должна была вернуться в Калькутту, Вир пришёл на вокзал и сказал её отцу, что хочет жениться на его дочери. Вся родня была возмущена его заявлением и накинулась на него с кулаками.
Джо понимает, что Джай не любит её и расстается с ним. Мира приглашает Джая и других друзей из Лондона на свою свадьбу. Джай пытается объяснить Мире, что чувствует, но сдается, когда понимает, что она не будет ничего менять. Однако на следующий день Мира заявляет Викраму, что совершила ошибку и пытается встретиться с Джаем. Позвонив ему, она узнает, что его наконец-то приняли в Golden Gate, и он уезжает в Америку. Не став ничего ему рассказывать, Мира возвращается к мужу.
Джай начинает трудиться на работе своей мечты, однако через некоторое время всё перестает приносить ему радость. На работе начинаются проблемы и его отправляют к психологу. И только пострадав при ограблении из-за фотографии Миры, он понимает, что всё дело в его чувствах к ней.
Вир решает поехать в Калькутту и увезти Харлин. Родственники девушки узнают о его планах из письма и возмущены. Но Виру удается проникнуть в дом в день свадьбы. Он убеждает мать Харлин в том, что только с ним её дочь будет счастлива, и забирает девушку с собой.
Джай приезжает в Индию и идет к дому Викрама, чтобы поговорить с Мирой. Но Миры там не оказывается.

## В ролях
- Саи Али Хан — Джайвадхан «Джай» Сингх / Вир Пратап Сингх (в молодости)
- Дипика Падуконе — Мира Пандит
- Риши Капур — Вир Пратап Сингх (в наше время)
- Ниту Сингх — Харлин Каур (в наше время)
- Флоренс Браднелл-Брюс — Джо, девушка Джая
- Жизель Монтейро[англ.] — Харлин Каур (в молодости)
- Рахул Кханна — Викрам Джоши, жених Миры
- Рахендранат Зутши[англ.] — отец Харлин
- Вир Дас[англ.] — Шонти, друг Джая
- Кави Шастри[англ.] — Джат, друг Джая
- Элизабет Тан — Пей, подруга Миры
- Мэнди Сидху — Колли, подруга Миры
- Шина Бхаттесса — Неха, сестра Джая

## Саундтрек
Все тексты написаны Иршадом Камилом.
| №   | Название                         | Исполнитель                                   | Длительность |
| --- | -------------------------------- | --------------------------------------------- | ------------ |
| 1.  | «Twist»                          | Нирадж Шридхар                                | 5:00         |
| 2.  | «Chor Bazari»                    | Нирадж Шридхар, Мастер Салим, Сьюзен де Мелло | 4:18         |
| 3.  | «Aahun Aahun»                    | Нирадж Шридхар, Сунидхи Чаухан                | 4:51         |
| 4.  | «Dooriyan»                       | Мохит Чаухан                                  | 5:38         |
| 5.  | «Aaj Din Chadeya»                | Рахат Фатех Али Хан                           | 5:15         |
| 6.  | «Thoda Thoda Pyar»               | Сунидхи Чаухан                                | 4:03         |
| 7.  | «Main Kya Hoon»                  | KK                                            | 5:46         |
| 8.  | «Twist» (Remix by DJ Sanj)       | Нирадж Шридхар                                | 3:57         |
| 9.  | «Chor Bazari» (Remix by DJ Sanj) | Нирадж Шридхар, Сунидхи Чаухан                | 3:24         |
| 10. | «Aahun Aahun» (Remix by DJ Sanj) | Нирадж Шридхар, Мастер Салим, Сьюзен де Мелло | 4:34         |

## Награды и номинации
| Награды и номинации | Награды и номинации                                | Награды и номинации                    | Награды и номинации |
| Награда             | Категория                                          | Получатель                             | Итог                |
| ------------------- | -------------------------------------------------- | -------------------------------------- | ------------------- |
| Filmfare Awards     | Filmfare Award за лучший фильм                     |                                        | Номинация           |
| Filmfare Awards     | Filmfare Award за лучшую режиссуру                 | Имтиаз Али                             | Номинация           |
| Filmfare Awards     | Filmfare Award за лучшую мужскую роль              | Саиф Али Хан                           | Номинация           |
| Filmfare Awards     | Filmfare Award за лучшую женскую роль              | Дипика Падуконе                        | Номинация           |
| Filmfare Awards     | Filmfare Award за лучшую музыку к песне для фильма | Притам Чакраборти                      | Номинация           |
| Filmfare Awards     | Filmfare Award за лучшие слова к песне для фильма  | Иршад Камил                            | Победа              |
| Filmfare Awards     | Filmfare Award за лучший мужской закадровый вокал  | Рахат Фатех Али Хан                    | Номинация           |
| Filmfare Awards     | Filmfare Award за лучший женский закадровый вокал  | Сунидхи Чаухан                         | Номинация           |
| Filmfare Awards     | Filmfare Award за лучший сюжет                     | Имтиаз Али                             | Номинация           |
| Filmfare Awards     | Filmfare Award за лучший сценарий                  | Имтиаз Али                             | Номинация           |
| Filmfare Awards     | Filmfare Award за лучшие диалоги                   | Имтиаз Али                             | Номинация           |
| Filmfare Awards     | Filmfare Award за лучшую хореографию               | Дуэт Bosco-Caesar                      | Победа              |
| IIFA Awards         | за лучшую музыку к песне для фильма                | Притам Чакраборти                      | Победа              |
| IIFA Awards         | за лучший дизайн костюмов                          | Анайтра Шроф Адажания, Долли Ахлувалиа | Победа              |
| IIFA Awards         | за лучшую хореографию                              | Дуэт Bosco-Caesar                      | Победа              |
| Screen Awards       | за лучший мужской закадровый вокал                 | Рахат Фатех Али Хан                    | Победа              |
| Screen Awards       | за лучшие слова к песне для фильма                 | Иршад Камил                            | Победа              |
| Screen Awards       | за лучший сюжет                                    | Имтиаз Али                             | Победа              |